# Ace Attorney
Ace Attorney o Gyakuten Saiban (逆転裁判), com se'l coneix al Japó, és una sèrie de videojocs d'aventura i novel·la visual creats per CAPCOM, on el jugador pren el paper d'un advocat defensor en uns judicis ficticis, basats en el sistema legal japonès. L'objectiu del joc és aconseguir el veredicte "no culpable" gràcies a la investigació, recol·lecció de proves i interrogatori de testimonis. Els videojocs d'aquesta sèrie s'han publicat per a Game Boy Advance. El primer joc, Phoenix Wright: Ace Attorney, va ser publicat el 2001 per a Nintendo DS.
Als tres primers jocs de la nissaga, publicats originàriament en GBA se'ls sol conèixer pel nom del seu protagonista Phoenix Wright. El quart joc, ambientat 7 anys després de l'anterior, ens presenta un nou protagonista, Apollo Justice, qui substitueix Wright.

## Argument
El primer joc pren lloc a una ciutat de l'any 2016 i posteriors. A la versió japonesa, és a una ciutat qualsevol del Japó, mentre que a la versió en llengua anglesa aquesta ciutat és Los Angeles, Califòrnia. Aquestes diferents localitzacions també afecten els personatges, per adaptar-los millor a la ciutat on se se suposa viuen, com per exemple, canvis en els volants dels cotxes. També s'han canviat noms respecte a la versió japonesa a les versions en llengua anglesa i francesa; el cas més clar el del protagonista "Ryuichi Naruhodo", amb un cognom que és un joc de paraules que significa "Ja veig", rebatejat com a "Phoenix Wright", en referència al Fènix que renaix de les seues cendres i la paraula "right", correcte. Altres personatges, com Franziska Von Karma han canviat de lloc de residència, dels Estats Units a Alemanya segons versió, o el personatge que a la versió en llengua anglesa (i les altres llengües europees, car aquestes es tradueixen de la versió americana) es deia Juan Corrida, va ser rebatejat com Juan Rivera en la versió espanyola per motius evidents.
Al sistema judicial del futur quan a una persona se l'acusa d'un crim, immediatament se la jutja en un tribunal presididt per un jutge, un advocat de l'estat per part de l'acusació, i un advocat defensor que ha de demostrar completament la innocència del seu client. Els judicis han de durar 3 dies com a màxim, restricció que s'explica pel gran nombre de casos que s'han de portar a terme; si en este temps l'acusat no pot demostrar la seua innocència, el seu cas és enviat a un tribunal superior. La majoria de la feina al judici és d'investigació, feta d'esquena a l'advocat defensor. La missió del nostre personatge és la de trobar contradiccions en els relats que faran els testimonis portats per l'acusació.
Als tres primers jocs, els de la subsaga d'en Phoenix, el personatge a qui controlem és Phoenix Wright. És un advocat defensor recent llicenciat, qui entra a la Fey & Co. Law Offices, despatx del personatge Mia Fey, una advocada defensora, que com es vorà al tercer joc, ja va defensar a Wright en un judici. Després del primer cas, Wright passarà a portar endavant el buffet, amb l'ajut de la mèdium Maya Fey, germana xicoteta de Mia, i canvia el nom al buffet pel de "Wright & Co. Law Offices". La familia Fey té habilitats per connectar amb esperits, i açò permetrà a Maya i la seua cosina, Pearl a rebre ajut de Mia als judicis. Wright té una rivalitat amb Miles Edgeworth, advocat de l'acusació a qui coneix des de la infantesa. Altre rival de Wright serà Franziska von Karma, filla del mentor d'Edgeworth, a qui ella veu com una espècie de germà xicotet, (malgrat ser ell alguns anys major) i que també té una rivalitat amb Wright. Però no serà fins al tercer joc en què les relacions entre els personatges presentats als dos primers jocs no s'acaben d'enllaçar del tot.
El quart joc pren lloc set anys després dels tres primers, i presenta a nous personatges, i ens conta el futur de personatges presentats a jocs anteriors, com Ema Skye o el mateix Phoenix Wright.

## Videojocs
| Saga           | Títol                                                             | Plataformes                    | Inici de comercialització |
| -------------- | ----------------------------------------------------------------- | ------------------------------ | ------------------------- |
| Phoenix Wright | Phoenix Wright: Ace Attorney                                      | Game Boy Advance i Nintendo DS | 12 d'octubre del 2001     |
| Phoenix Wright | Phoenix Wright: Ace Attorney: Justice for All                     | Game Boy Advance i Nintendo DS | 22 d'octubre del 2002     |
| Phoenix Wright | Phoenix Wright: Ace Attorney: Trials and Tribulations             | Game Boy Advance i Nintendo DS | 23 de gener del 2004      |
| Phoenix Wright | Phoenix Wright: Ace Attorney - Dual Destinies                     | Nintendo 3DS                   | 25 de juliol del 2013     |
| Apollo Justice | Apollo Justice: Ace Attorney                                      | Nintendo DS                    | 12 d'abril del 2007       |
| Investigations | Ace Attorney Investigations: Miles Edgeworth                      | Nintendo DS                    | 28 de maig del 2009       |
| Investigations | Gyakuten Kenji 2 (Ace Attorney Investigations: Miles Edgeworth 2) | Nintendo DS                    | 3 de febrer del 2011      |
| Crossover      | Professor Layton vs. Phoenix Wright: Ace Attorney                 | Nintendo 3DS                   | 29 de novembre del 2012   |
| Spin-off       | Dai Gyakuten Saiban: Naruhodō Ryūnosuke no Bōken                  | Nintendo 3DS                   | 9 de juliol del 2015      |